# José Blas de Molina

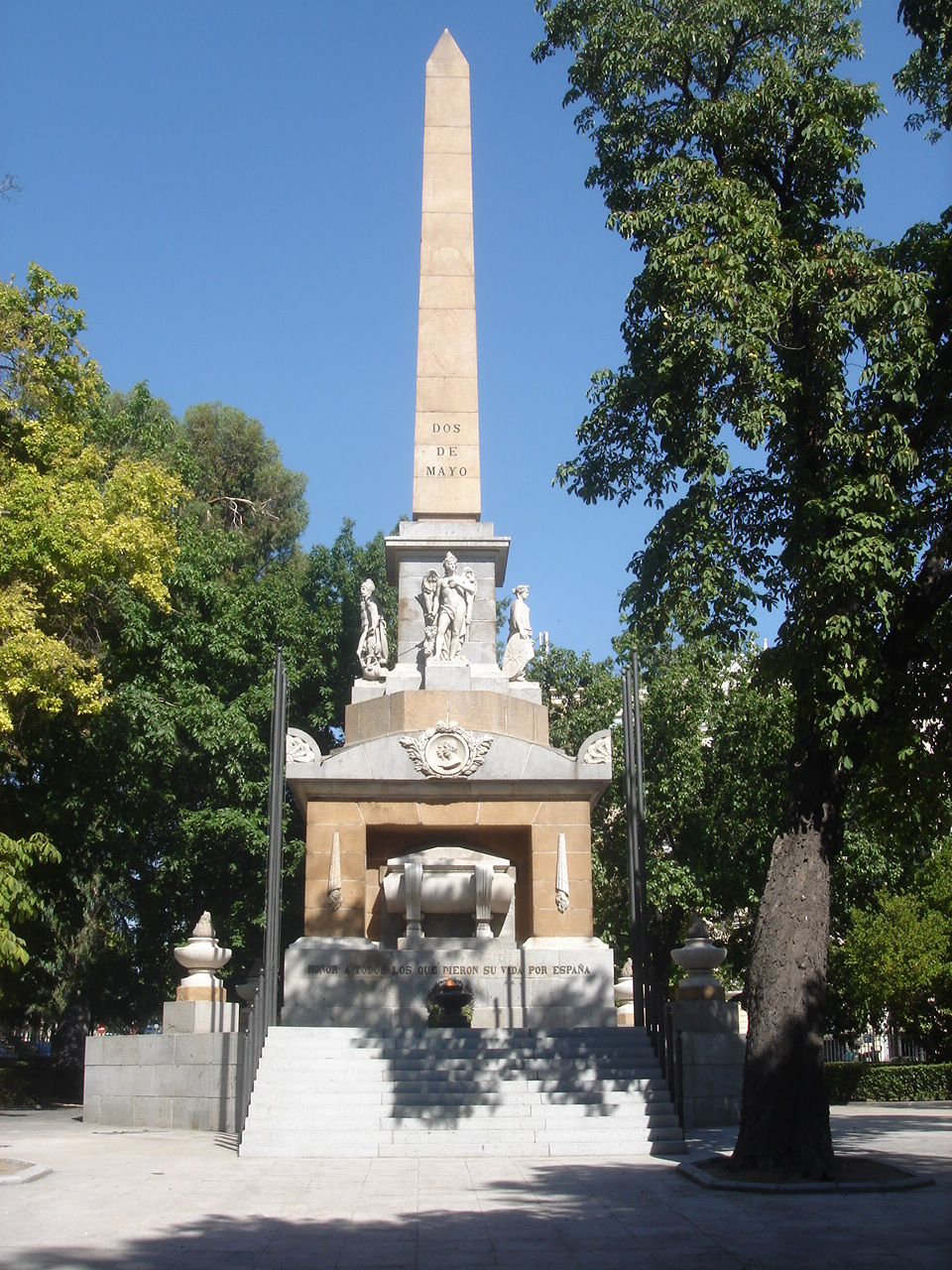
Monumento a los héroes del 2 de mayo de 1808, Madrid (España).

José Blas Molina y Soriano fue un español, fernandista, maestro cerrajero de profesión, que vivió a finales del siglo XVIII y principios del XIX. Dirigió una de las partidas que participaron en el motín de Aranjuez. Acudió como tantos otros a las inmediaciones del Palacio Real, cuando los madrileños sospecharon que los franceses pretendían llevarse a los últimos miembros de la familia real, y con sus gritos consiguió exacerbar a los presentes, hasta llegar a desencadenar el Levantamiento del 2 de mayo de 1808.

## Dos de mayo
En mayo de 1808, Madrid se hallaba tomada por unos 50.000 soldados franceses, 10 000 en la capital, 10 000 en la periferia y 30.000 esperando órdenes para actuar.
En la mañana del 2 de mayo, según el plan minuciosamente orquestado por el general francés Joaquim Murat a cargo del despliegue en Madrid, dos carrozas se dirigieron al Palacio Real con la intención de conducir a Francia a los últimos miembros de la familia real, que quedaban todavía en Madrid, la infanta María Luisa y el Infante Francisco de Paula. Antonio Pascual de Borbón, hermano de Carlos IV, continuaría, de momento, ejerciendo la regencia. Querían hacerlo de forma discreta con objeto de evitar altercados entre la población.
Debido a la gran tensión que existía en España por la encubierta invasión francesa, los aledaños del Palacio Real estaban poblados por numerosos viandantes afines a la causa Fernandista y contrarios a la invasión francesa, en general, entre ellos se encontraba José Blas Molina.
A pesar de la numerosa expectación de los alrededores, nadie se opuso a la salida de palacio de la hermana de Fernando VII, María Luisa, exreina de Etruria, que emprendió el viaje en el primer carruaje.
Pero cuando el segundo estaba esperando la salida del infante Francisco, se produjo la intervención de Molina.
En el Levantamiento del 2 de mayo, su aportación fue tan simple como decisiva para los acontecimientos que tuvieron lugar después. Se acercó a paso vivo al coche que aún esperaba a la puerta del Palacio Real de Madrid a Francisco de Paula a quién los franceses se querían llevar, junto al que se hallan entonces un zapatero y tres mujeres con sus cestos de la compra. Entonces empezó a gritar  

¡Traición! ¡Nos han quitado a nuestro rey y quieren llevarse a todos los miembros de la familia real! ¡Muerte a los franceses!

Ante sus exclamaciones hombres y mujeres se congregaron a su alrededor. El teniente coronel de Infantería Rodrigo López de Ayala y Varona, mayordomo de Semana y gentilhombre, se unió al clamor de Molina pidiendo a voces al pueblo que se armase, porque los franceses se llevaban al infante.